# Ян Кутни
Ян Кутни (чеськ. Jan Koutný, 24 червня 1897, Вишков — 18 липня 1976, Прага) — чехословацький гімнаст, призер Олімпійських ігор.

## Біографічні дані
Ян Кутни на Олімпійських іграх 1924 взяв участь у змаганнях в дев'яти дисциплінах і завоював срібну медаль в опорному стрибку. В індивідуальному заліку він зайняв 11-е місце. Також зайняв 35-е місце на перекладині, 22-е — на коні, 11-е — у вправах на брусах, 7-е — у вправах на кільцях, 24-е — в спортивному скелелазінню.
На Олімпіаді 1928 завоював срібну медаль в командному заліку. В індивідуальному заліку він зайняв 31-е місце. Також зайняв 31-е місце на перекладині, 56-е — на коні, 21-е — у вправах на брусах, 17-е — у вправах на кільцях, 26-е — в опорному стрибку.